# Sariakandi
Sariakandi (en bengali : সারিয়াকান্দি) est une upazila du Bangladesh dans le district de Bogra. En 2011, elle dénombrait 270 719 habitants.